# 安显伟
安显伟，中华人民共和国政治人物、全国脱贫攻坚先进个人。

## 生平
安显伟任通许县孙营乡南李佐村第一书记、工作队队长，开封市残疾人联合会职员。因在脱贫攻坚战中作出突出贡献，2021年2月25日全国脱贫攻坚总结表彰大会上，安显伟被授予“全国脱贫攻坚先进个人”。